# Mortoniodendron guatemalense
Mortoniodendron guatemalense är en malvaväxtart som beskrevs av Standley och Steyerm.. Mortoniodendron guatemalense ingår i släktet Mortoniodendron och familjen malvaväxter. Inga underarter finns listade i Catalogue of Life.